# Devasahayam Pillai
Devasahayam Pillai hay Mar Lazarus Sahada (tên khai sinh: Nilakantha Pillai, tên thánh: Lazarus; 23 tháng 4 năm 1712 – 14 tháng 1 năm 1752) là một tín hữu Công giáo Người Ấn Độ. Ông là giáo dân người Ấn đầu tiên được phong thánh tử đạo của Giáo hội Công giáo Ấn Độ. Ngày 15 tháng 5 năm 2022, tại Vatican, Giáo tông Franciscus đã tuyên hiển thánh cho chân phước Devasahayam Pillai cùng với 6 chân phước khác. Theo Vatican News thì sự kiện này được cho là "thời khắc lịch sử" của Giáo hội Công giáo tại Ấn Độ.

## Cuộc đời
Pillai thuộc tầng lớp thượng lưu và vốn là một tín đồ của Ấn Độ giáo. Ông cũng thuộc dòng dõi hoàng gia có mối quan hệ thân cận với Vua Marthanda Varma cai trị bang Travancore. Neelakanta Pillai nhận các ảnh hưởng của tổng chỉ huy quân đội Travancore là Lannoy nên quyết định theo đạo Công giáo. Pillai được rửa tội vào năm 1745. Ông thường được gọi tên là Devasahayam, theo tiếng địa phương có  nghĩa là sự giúp đỡ của Chúa.
Năm 1749, Pillai bị chính quyền bắt và buộc tội gián điệp phản quốc. Ông bị giam, tra tấn rồi đày đến khu rừng Aralvaimozhy, thuộc vùng biên giới hẻo lánh của bang Travancore. Trên đường đi, Pillai liên tục bị đánh mỗi ngày. Họ đã xát hạt tiêu vào vết thương, bắt  phơi nắng và không cho uống nước sạch. Ông bị bắn chết vào năm 1752 sau 7 năm theo đạo Công giáo.

## Những địa chỉ thánh
Thánh Devasahayam Pillai được an táng tại Nhà thờ chính tòa Thánh Phanxicô Xavier, Kottar, Nagercoil. Lăng mộ của ông được trùng tu và làm đẹp sau khi cuộc tử đạo của ông được công nhận và được Tòa Thánh tuyên chân phước.
Các thánh tích hạng hai bao gồm quần áo và những vật tùy thân của thánh Devasahayam Pillai được cất giữ tại một nhà thờ ở thị trấn Vadakkankulam, huyện Tirunelveli, tiểu bang Tamil Nadu, Ấn Độ. Hằng năm vào ngày 15 tháng 8, nhằm ngày lễ trọng kính Đức Mẹ hồn xác lên trời, các thánh tích ấy sẽ được mang ra trưng bày trong cung thánh của nhà thờ. Vợ của ông được chôn tại nghĩa trang của giáo xứ nơi đặt thánh tích hạng hai của thánh Devasahayam Pillai.
Giếng nước nơi thánh Devasahayam múc nước lên để uống cho đã khát hiện nay nằm bên cạnh quốc lộ Nagercoil–Trivandrum, thuộc làng Puliyoorkurichi, huyện Kanyakumari, bang Tamil Nadu.
Nơi thánh Devasahayam bị hành quyết tọa lạc tại làng Aralvaimozhi và nay nằm bên cạnh quốc lộ Nagercoil–Tirunelveli. Trên mấu đất nhỏ nơi ông bị hành quyết (được gọi là Kaattadimalai), có một hòn đá to và phát ra tiếng chuông thánh thót mỗi khi người ta lấy một viên đá nhỏ mà gõ vào.

## Tranh cãi
Nhà sử học M. G. S. Narayanan, nguyên Chủ tịch Hội đồng Nghiên cứu Lịch sử Nhà nước (Indian Council of Historical Research – ICHR), từng tuyên bố rằng ông chưa bao giờ bắt gặp một vị chỉ huy quân đội nào của Vua Marthanda Varma tên là Nilakantha Pillai hay là Devasahayam Pillai. Tuy vậy thì một số nguồn khác, giả dụ như Paulinus a Sancto Bartholomaeo (1748-1806), Voyage to the East Indies, 1800, thì đưa ra dẫn chứng phản bác tuyên bố của ông.